# كاثارينا فان ريس
كاثارينا فان ريس (بالهولندية: Catharina van Rees) (22 أغسطس 1831، زوتفن في هولندا - 28 مارس 1915 في هولندا)؛ ملحنة، كاتِبة وشاعرة هولندية.